# Muscari à toupet
Muscari comosum
Espèce
Classification phylogénétique
Le Muscari à toupet (Muscari comosum (L.) Mill., parfois Leopoldia comosa (L.) Parl.), est une plante bulbeuse de la famille des Asparagacées selon la classification phylogénétique (précédemment classée parmi les Liliacées puis dans les Hyacinthacées selon la classification classique). Elle est cultivée comme plante ornementale.
Elle est classée dans le genre Muscari qui compte une trentaine d'espèces originaires des régions méditerranéennes, dont plusieurs sont cultivées.

## Noms vernaculaires
Queue-de-poireau, Muscari chevelu, Ail à toupet, Poireau roux, Muscari à houppe (en allemand : Ackerhyacinthe, Schopmusk ; en anglais : grape hyacinth, tassel hyacinth, tufted hyacinth, feather hyacinth ; en italien : muscaro selvatico, cipolla di serpe).

## Étymologie
Le nom de genre Muscari vient du latin botanique, formé sur « musc » à cause de l'odeur des fleurs du muscari musqué (Muscari moschatum=Muscarimia muscari (L.) Losinsk). 
L'épithète spécifique comosum vient du latin comosus, -a, -um, dérivé de coma « chevelure » et fait référence à la « coiffe » de fleurs stériles longuement pédiculées lui donnant un aspect de toupet.

## Description
Grâce à son bulbe, c'est une espèce vivace qui atteint de 30 à 60 cm de haut et qui fleurit au printemps, entre avril et juillet. Le bulbe de couleur tirant sur le roux a la taille d'une noix.
Les feuilles, de 10 à 15 cm de long et 6 à 12 mm de large, ont une forme linéaire, et sont rétrécies aux extrémités. Elles sont toutes réunies à la base de la plante, plus ou moins étalées. 
L'inflorescence est une grappe. Les fleurs, sans odeur, ont une forme de grelot de couleur violette, ovoïde plus ou moins tubuleux, terminé par six dents très courtes. Le périanthe long de 7–8 mm, est tubuleux, en cloche urcéolé. Les pétales sont entièrement soudés. L'ovaire est divisé en trois loges. Les fleurs sont réunies en une longue grappe assez lâche. Celles du haut, à pédicelles plus longs et redressés, ne produisent pas de fruit. Les fruits sont des capsules s'ouvrant par trois valves triangulaires un peu arrondies.

## Distribution
Selon POWO, l’aire de répartition naturelle de cette espèce s’étend des îles Canaries à l’Europe centrale et à l’Iran. Elle est originaire de tous les pays du pourtour méditerranéen ainsi que de l’Europe centrale (l’Allemagne, la Bulgarie, la Hongrie, la Roumanie, la Slovaquie, la Tchéquie et l'Ukraine) et du Moyen-Orient (l'Irak, l'Iran et la Turquie).
Elle a été introduite en Grande-Bretagne, aux Pays-Bas, aux États-Unis et en Australie.
La plante est commune en France à l'état sauvage, plus rare en Belgique. Elle pousse dans les prés secs, les vignes et près de murs bien exposés dans le sud de la Suisse.

## Utilisation

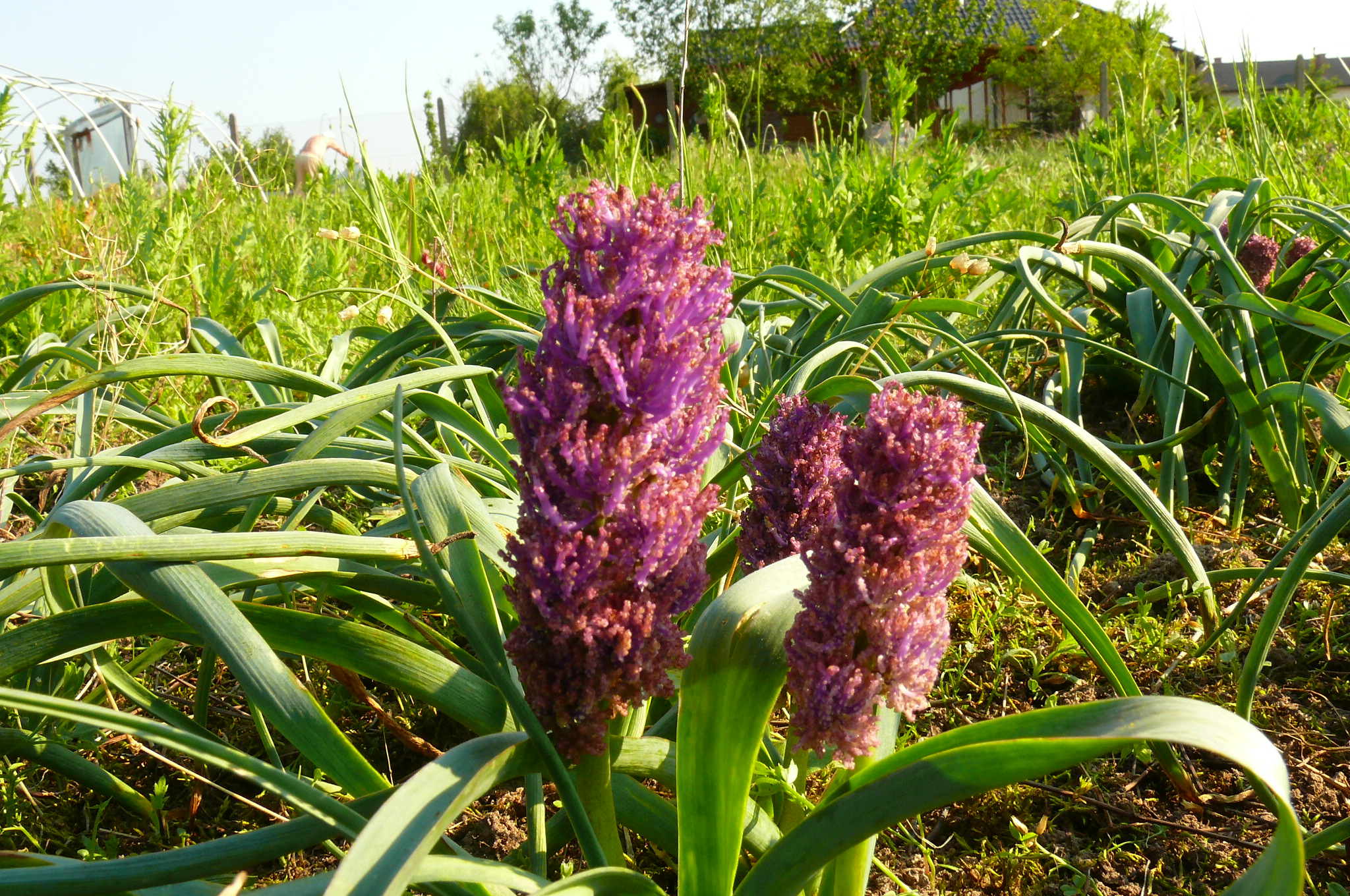
Muscari comosum 'Plumosum'

Cultivée dans les jardins pour l'ornement, elle se plante en général en masse pour faire plus d'effet. Elle se naturalise très bien dans les pelouses (reproduction spontanée par semis). C'est une plante assez rustique qui reste en place l'hiver.
Une variété appelée plumosum ou monstruosum est cultivée sous le nom de muscari plumeux ou jacinthe de Sienne. Elle présente une inflorescence très plumeuse formée de fleurs avortées pourpres.

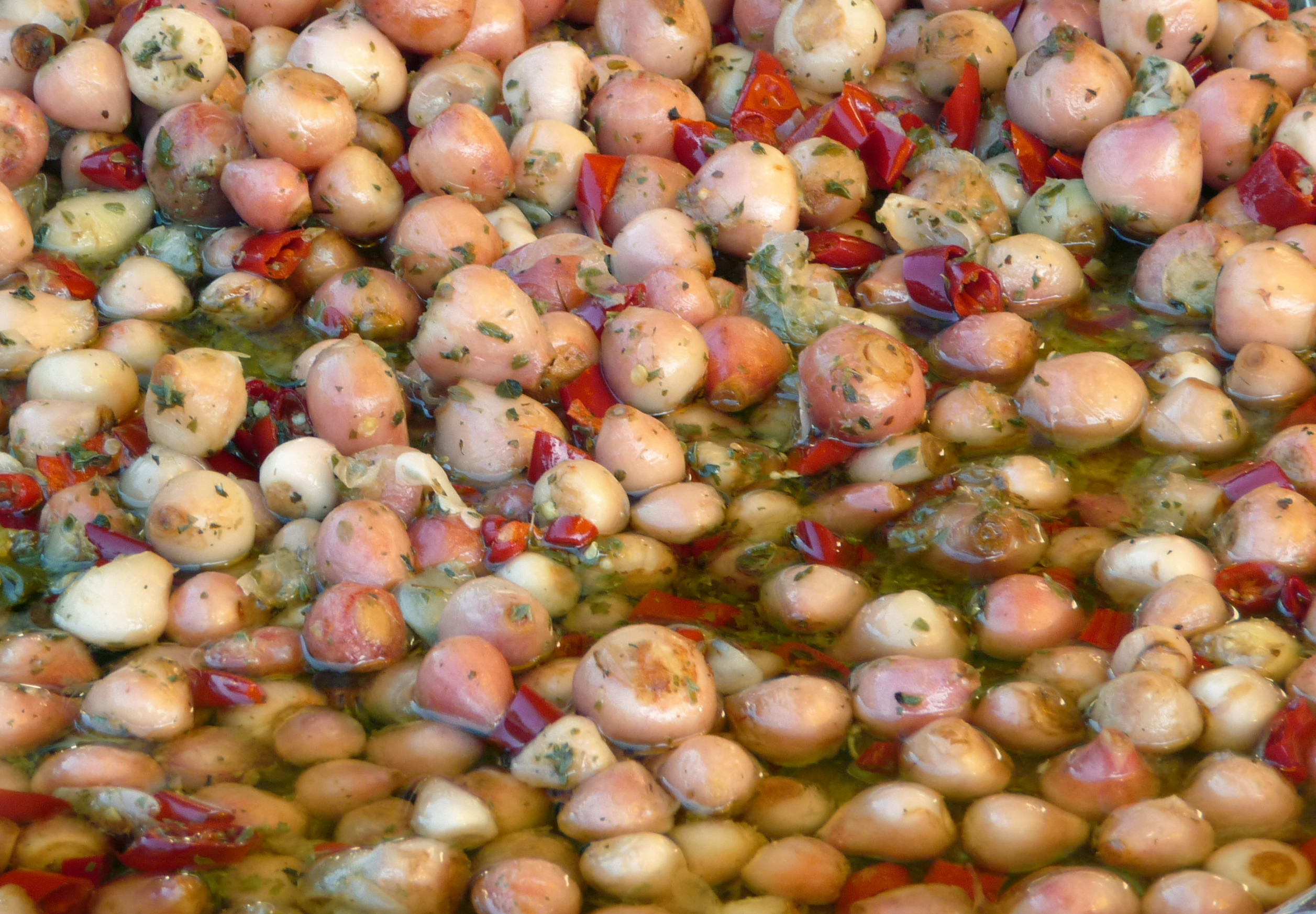
Bulbes de Muscari comosum préparés en « lampascioni sott'olio »

L’utilisation des bulbes de Muscari comosum a une longue tradition en Grèce, au Moyen-Orient et en Méditerranée orientale.  La tradition de son utilisation spécifique en tant qu’aliment a été étudiée dans des enquêtes ethnobotaniques récentes en Sardaigne, dans le sud de l’Italie et dans le centre de la Turquie. Dans la région de l’Apulie, la préparation de plats de viande recourait à l’utilisation de plantes sauvages comme les bulbes de muscari à toupet dans des ragoûts d'agneau ou de chèvre mais aussi comme ingrédient principal d’omelettes. En général, la coutume d'utiliser des plantes sauvages comme nourriture est toujours vivante et il est très courant de voir des cueilleurs de plantes sauvages vendre leurs « produits » au bord des routes et sur les marchés locaux, principalement dans la région de Foggia, mais aussi autour de Bari et de Brindisi. Ces vendeurs sont appelés « terrazzani » à Foggia et San Severo et vendent principalement des Asparagus officinalis L., Salicornia fruticosa L., Salicornia perennans Willd. subsp. perennans, Scolymus hispanicus, Orobanche crenata, Sonchus sp. et Muscari comosum.
De nos jours, les bulbes sont pelés, coupés et frits dans de l'huile d'olive, parfois mélangés à du fromage et des œufs. Dans la région de Salerne, ils sont bouillis et servis avec une sauce aigre-douce. Sinon, après cuisson, ils sont écrasés et assaisonnés d'huile, de vinaigre (ou de jus de citron), de sel et de poivre. Dans la région de Bénévent, ils sont marinés. Dans les Pouilles, après avoir été cueillis, les bulbes sont plongés dans l'eau pendant 24 heures, avant d'être bouillis et assaisonnés d'huile, de vinaigre, de sel et de poivre.
On les consomme également frits ou, comme dans la région des Murges, cuits recouverts de cendres chaudes, puis, une fois la couche extérieure retirée, assaisonnés d'huile, de sel et de poivre. Parfois, après avoir été bouillis dans de l'eau et du vinaigre, les bulbes sont conservés dans des bocaux avec de l'huile d'olive. Dans ce cas, ils sont consommés en hors-d'œuvre avec des viandes grillées et de la charcuterie
Le bulbe est donc comestible. Très prisé en Italie du sud où on le nomme « lampascione », on le trouve en vente dans des bocaux dans quelques supermarchés italiens. Produit agroalimentaire traditionnel de la région des Pouilles et de la Basilicate, il a un goût légèrement amer et il accommode volontiers les viandes ou la charcuterie. Le bulbe est également consommé en Crète où il porte le nom de askordoulaki (Ασκορδουλάκοι).
Plante considérée comme envahissante dans certains pays, elle est protégée en Allemagne et en Pologne.

## Autres muscaris cultivés
- Muscari racemosum - Muscari à grappes
- Muscari botryoides - Muscari raisin
- Muscari moschatum - Muscari musqué
- Muscari armeniacum - Muscari d'Arménie

## Galerie

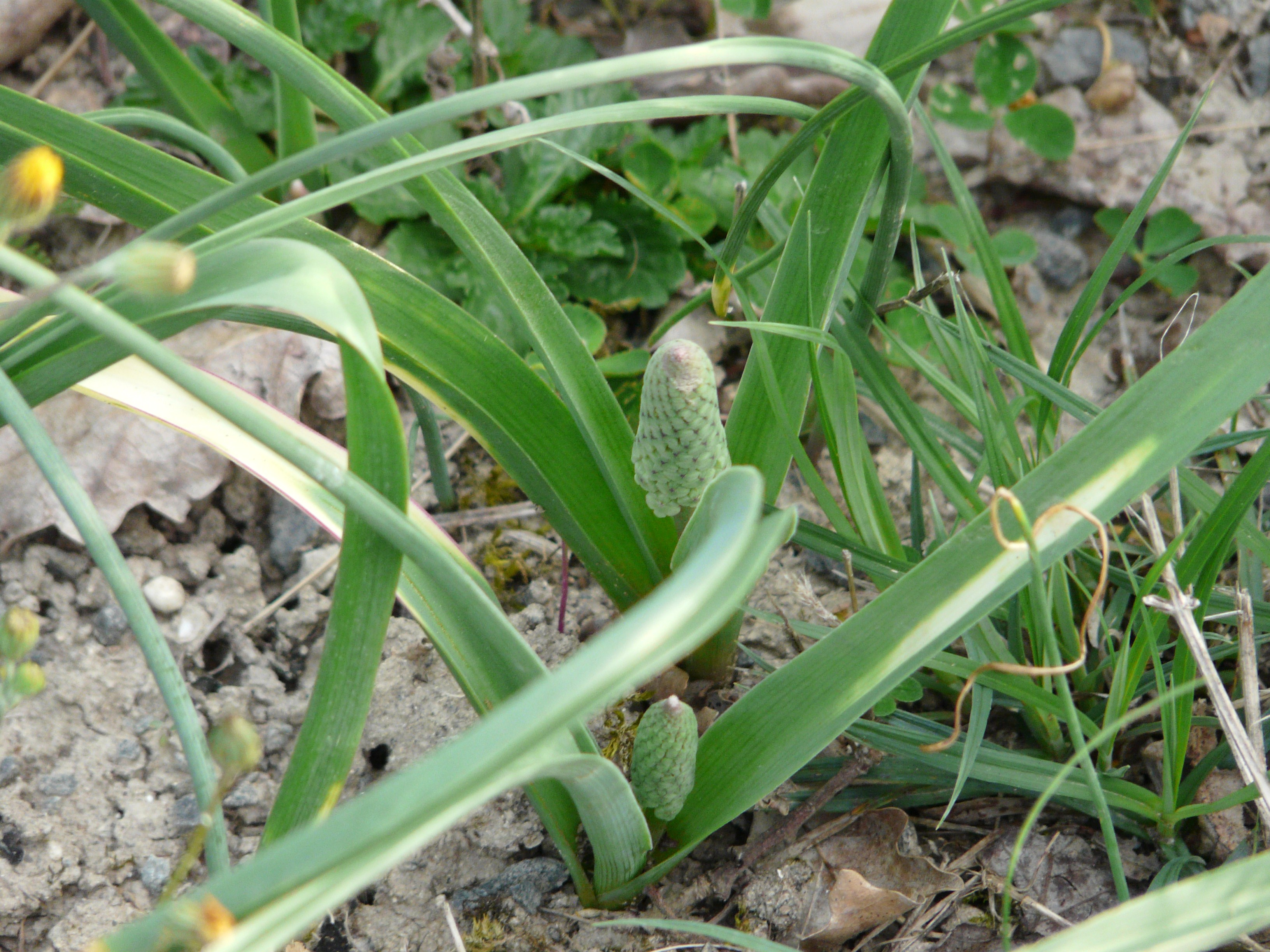
Jeunes épis et feuilles
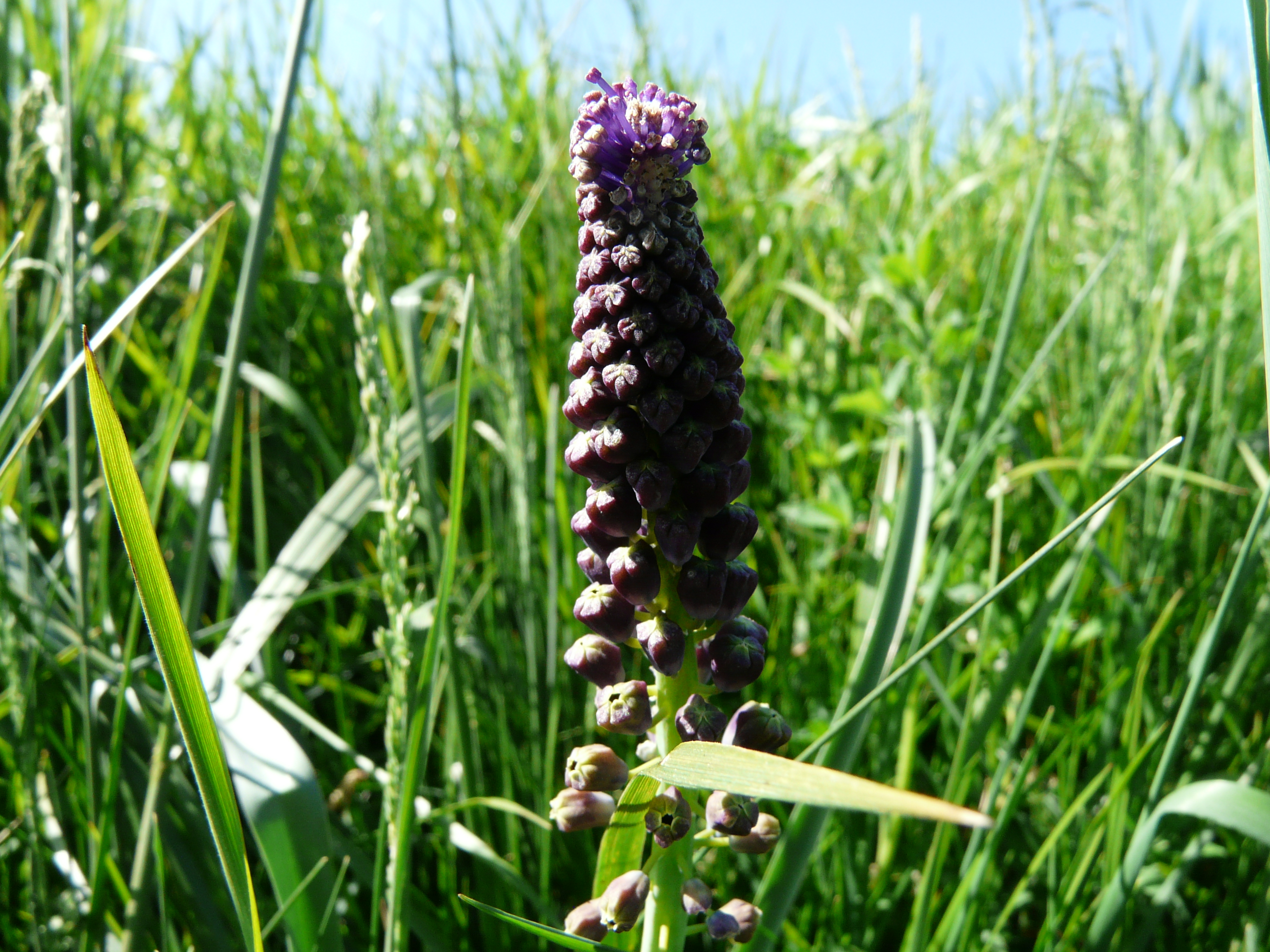
Un épi
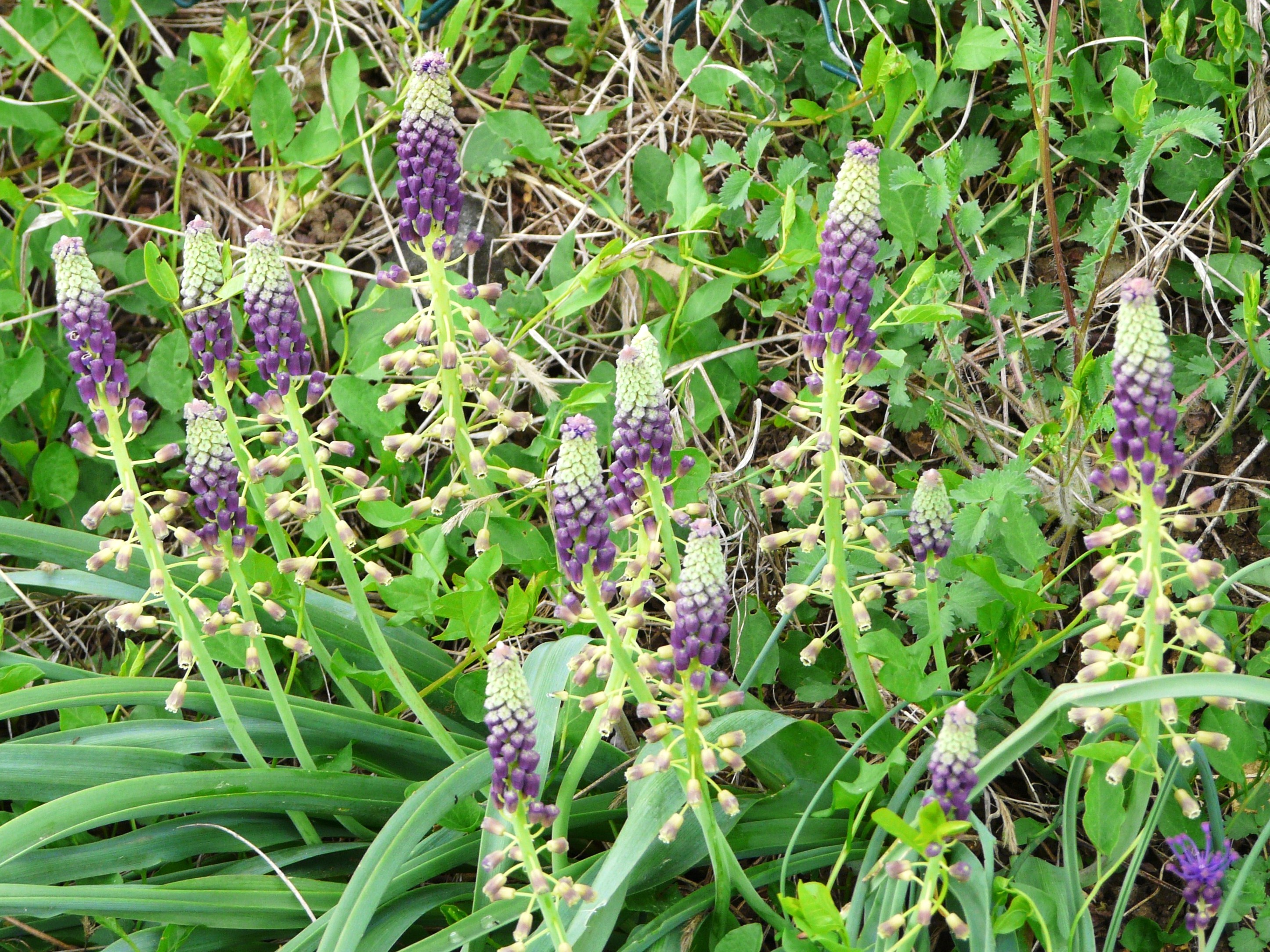
Plusieurs épis
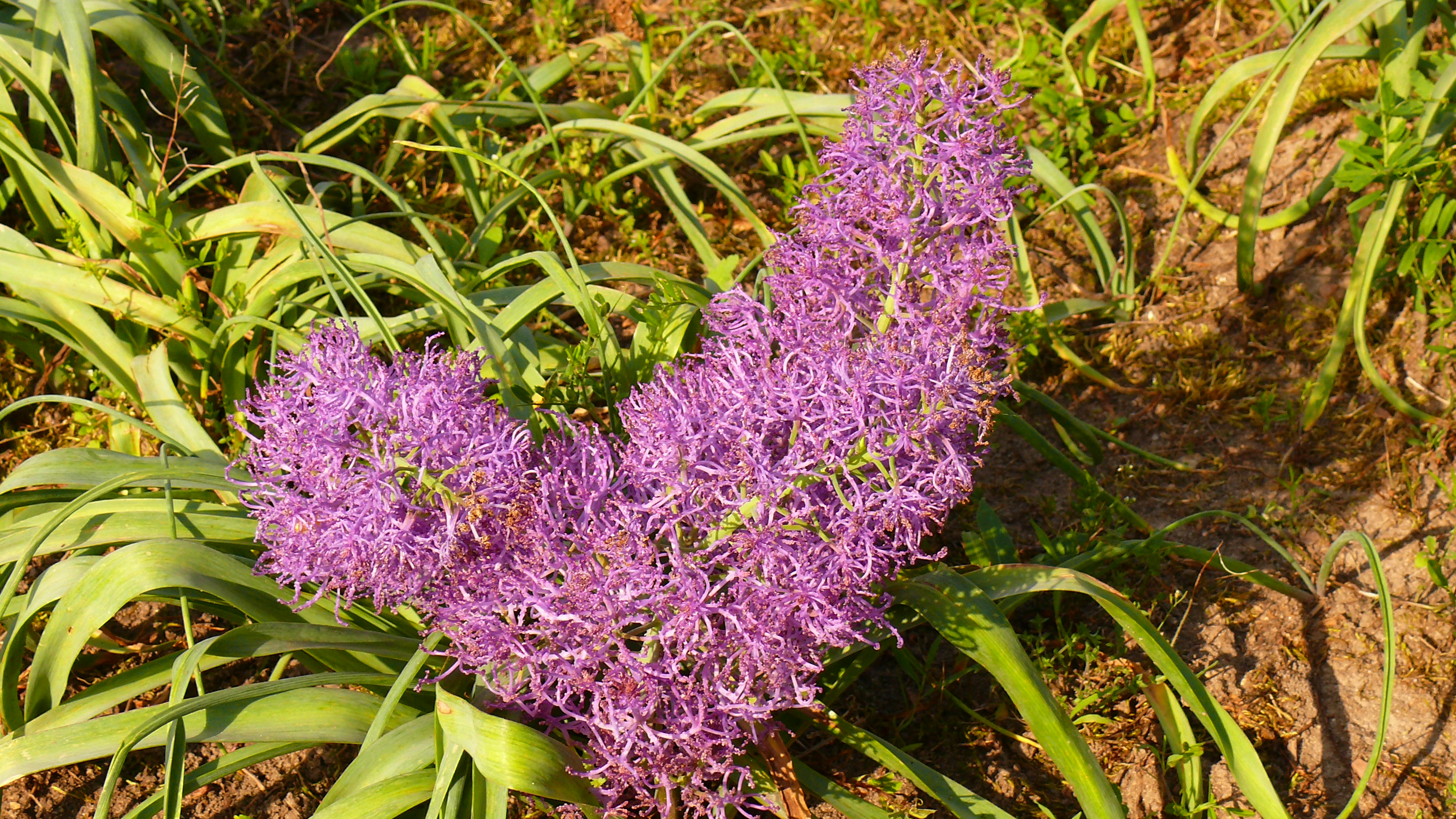
Muscari comosum 'Plumosum'
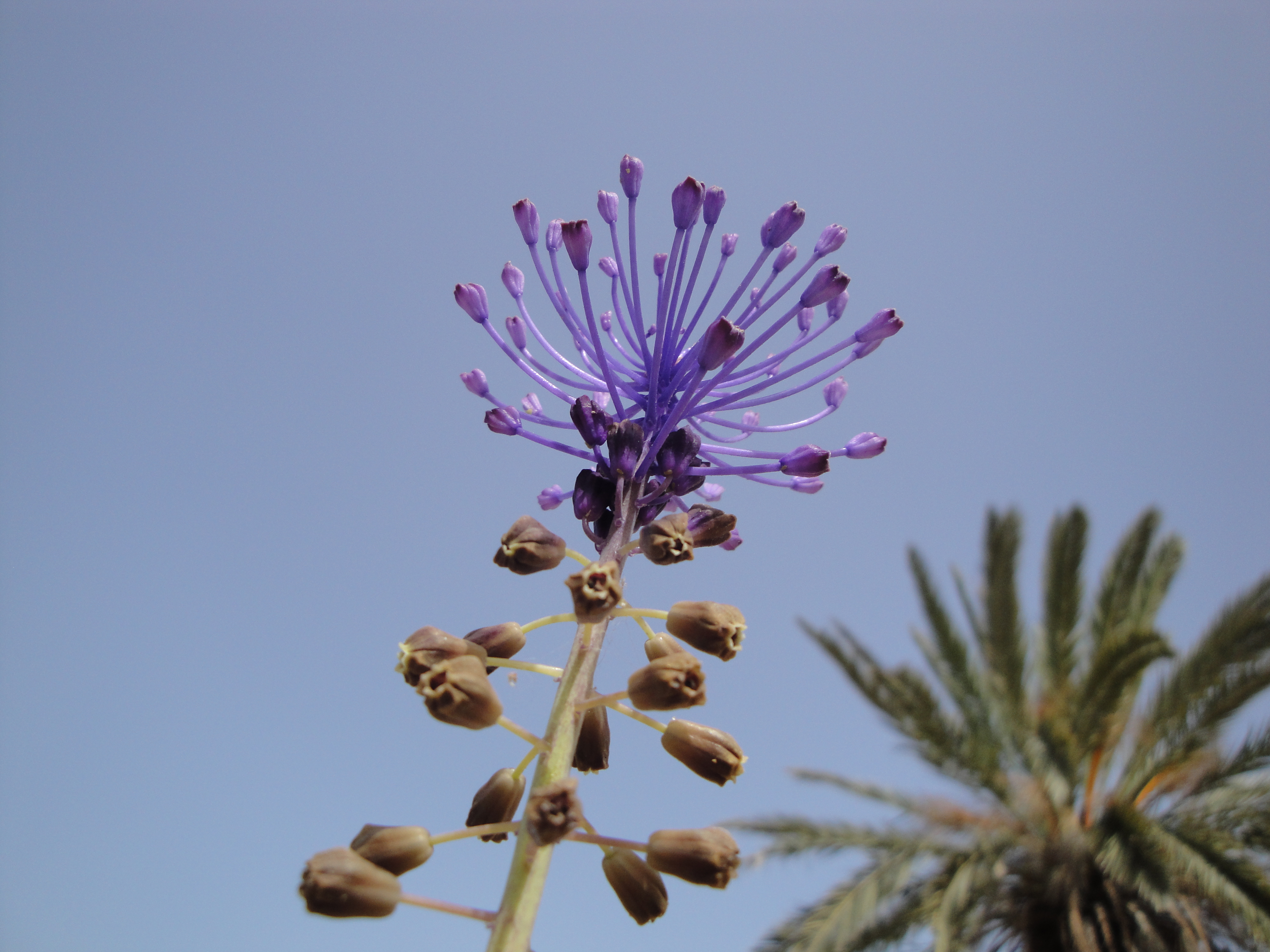
Vue agrandie des fleurs, Djerba, Tunisie